# Vartanush
La vartanush è una marmellata ricavata dai petali di rosa. Si tratta di una ricetta tipica dell'Armenia.
A Venezia è prodotta dai monaci dell'Ordine Mechitarista armeno nell'Isola di San Lazzaro, che coltivano molti rosai, alcuni di specie rarissime, nel giardino del convento.
In particolare, la rosa migliore da cui ottenere la marmellata è la rosa canina, che fiorisce nella tarda primavera; la tradizione vuole inoltre che le rose vadano raccolte al sorgere del sole.